# Jaron Long
Jaron Long (Nacido en Scottsdale, Arizona, Estados Unidos, el 28 de agosto de 1991), es un lanzador de la Liga Venezolana de Béisbol Profesional (LVBP), para los Leones del Caracas.

## Carrera como beisbolista escolar
Long Asistió a la preparatoria Cactus Shadows en Cave Creek, Arizona. Jugó béisbol como lanzador y jugador de cuadro, pero no llegó al equipo universitario de su escuela hasta que fue un sénior. En 2010, The Arizona Republic nombró a Long como una mención honorífica en su equipo de béisbol de Clase 4A.
Ninguna universidad en la División I de la National Collegiate Athletic Association le ofreció una beca. Después de graduarse, Long se inscribió en Chandler-Gilbert Community College y jugó béisbol universitario para los Chandler-Gilbert Coyotes.
Como estudiante de primer año, Long lanzó a un promedio de 1.62 carreras limpias (ERA) en 50 entradas, aunque con una muñeca rota terminó su temporada prematuramente. Después de recuperarse, participó en el béisbol colegial de verano, jugando para los Pumpjacks del Este de Texas de la Liga Colegial de Texas.
Después de su primer año, se trasladó a la Universidad Estatal de Ohio para jugar en el equipo de béisbol Ohio State Buckeyes, un programa de la División I. Long comenzó su carrera en los Buckeyes como lanzador de relevo, pero fue trasladado a la rotación inicial.
En su segundo año, Long lideró a los Buckeyes con una efectividad de 2.66, la sexta mejor efectividad entre los lanzadores en la Conferencia Big Ten, y la cuarta mayor cantidad de entradas lanzadas. Long fue nombrado para el primer equipo del All-Big Ten. Ese verano, jugó para el Bourne Braves de la Liga de Béisbol de Cape Cod. En su penúltimo año, Long desarrolló verrugas en su mano de lanzamiento, lo que le impidió lanzar su cambio. Tuvo una efectividad de 4.02, y no fue reclutado en el Draft de la MLB de 2013. Lanzando nuevamente para los Bourne Braves en el verano de 2013, su efectividad de 0.30 lideró la liga. El director amateur de los Yankees de los Yankees, Damon Oppenheimernoticeded Long y en agosto de 2013, Long firmó con los New York Yankees como agente libre no reclutado.

## Carrera como beisbolista Profesional

### 2013
Después de que Long firmó con los Yankees, apareció en seis juegos como lanzador de relevo con los GCL Yankees 2 de la Gulf Coast League de nivel novato y los Tampa Yankees de la Clase A Avanzada (Fuerte) de la Florida State League al final de la temporada 2013.

### 2014
En 2014, Long se reportó al entrenamiento de primavera y fue asignado a los Charleston RiverDogs de la Clase A (Media) de la South Atlantic League. En 11 apariciones, que incluyeron cuatro juegos iniciados, Long tuvo una efectividad de 1.64 para Charleston RiverDogs. Durante la semana del 26 de mayo al 1 de junio, fue nombrado Pitcher of the Week de la liga.
El 5 de junio de 2014, fue ascendido a Tampa Yankees. Después de seis apariciones en Tampa Yankees, en las que compiló una efectividad de 2.77, fue promovido a Trenton Thunder de la Eastern League de la clase Doble A. Durante toda la temporada, Long lanzó en 28 partidos (18 aperturas) y tuvo un récord de 12-5, 2.18 de efectividad, 122 ponches, 22 bases por bolas y una blanqueada en 144.1 entradas lanzadas.

### 2015
El 5 de junio de 2014, fue ascendido a Scranton/Wilkes-Barre RailRiders de la International League de la clase Triple A. Después de 17 apariciones en Scranton/Wilkes-Barre RailRiders, en las que compiló una efectividad de 4.94,tuvo un récord de 5-6, 53 ponches, 23 bases por bolas en 85.2 entradas lanzadas.
El 8 de julio de 2015, Jaron Long fue asignado a Trenton Thunder de la Eastern League de la clase Doble A.
En la LVBP
El 20 de septiembre de 2015, Jaron Long es asignado a Los  Tiburones de La Guaira de la Liga Venezolana de Béisbol Profesional para la Temporada 2015-2016 Durante la temporada, Long lanzó en 8 partidos (8 aperturas) y tuvo un récord de 3-2, 2.30 de efectividad, 23 ponches, 11 bases por bolas en 43. entradas lanzadas.

### 2016
Long fue lanzador por los Yankees en abril de 2016. El 2 de abril de 2016 Trenton Thunder liberan a Jaron Long.
El 22 de abril de 2016, Firmó un acuerdo de ligas menores con los Washington Nationals y pasó la temporada 2016 lanzando para los clubes Harrisburg Senators de la Eastern League de la clase doble A y con Syracuse Chiefs de la International League clase Triple A de los Washington Nationals. Terminó la temporada 2016 con un récord de 5-6 y una efectividad de 3.20.

### 2017
El 27 de noviembre de 2017, Long renunció a un acuerdo de ligas menores con los Nacionales, quienes lo invitaron a un entrenamiento de primavera.

### 2018
El 13 de febrero de 2018, Jaron Long es asignado a Syracuse Chiefs.
El 16 de abril de 2018, Jaron Long es asignado a Harrisburg Senators.
Eligió la agencia libre el 2 de noviembre de 2018.
2 de diciembre de 2018
RHP Jaron Long asignado a Leones del Caracas.
En la LMP
El 12 de octubre de 2018, Jaron Long es  asignado a Naranjeros de Hermosillo de la Liga Mexicana del Pacífico para la Temporada 2018-2019.
19 de octubre de 2018, Naranjeros de Hermosillo colocan a Jaron Long en la lista de reserva.
El la LVBP
El 2 de diciembre de 2018, Jaron Long es asignado a los Leones del Caracas de la Liga Venezolana de Béisbol Profesional para la Temporada 2018-2019. Durante la temporada, Long lanzó en 5 partidos (3 aperturas) y tuvo un récord de 1-0, 2.21 de efectividad, 14 ponches, 6 bases por bolas en 20.1/3 entradas lanzadas.
El 14 de diciembre de 2018, Long firmó un acuerdo de ligas menores con los Diamondbacks de Arizona.

## Vida personal
Long es el menor de tres hijos. Su padre, Kevin Long, fue el entrenador de bateo de los Yankees. 
Kevin, quien en ese momento jugaba y entrenaba en las ligas menores, insistió en que su hijo no lanzara cuando era joven o lanzaba un balón hasta que tenía 16 años. Como adolescente, Long sirvió como batboy para los Yankees.
Long regresó a Ohio State para graduarse en diciembre de 2013.